# Chillwave
El Chillwave, también conocido como Glo-fi, Hypnagogic pop o Downtempo pop, es un género musical marcado por un alto uso de procesadores de efectos, sintetizadores, looping, samplers, y líneas vocales con bastantes efectos y melodías simples.
El género combina las mayores tendencias desde los 2000s hacia la música retro de los años 1980 (en música indie) y música ambient con pop moderno, como en el electropop, post-punk revival, psych-folk, nu gaze y witch house. A menudo es descrito como "música veraniega".

## Definición
A pesar de tener sus inicios en 2005, el género comenzó su popularidad a inicios del 2017, sobre todo con la clase milenial que comenzaron a producir música nueva y junto con el trap iniciaron nuevas tendencias que acompañaban a imágenes en movimiento y gifs con música instrumental de este tipo. Se dice que el término "chillwave" se originó en el blog de Hipster Runoff por Carles (el seudónimo utilizado por el autor del blog), en su programa de 'radio blog' con el mismo nombre.
Kevin Liedel, de Slant Magazine, listó las características del género como un "descolorido panorama de sonidos, reflexiones oníricamente líricas y acogedoras; instrumentaciones anacrónicas con la intención de invocar el analógico destello de los 'slow jams' de finales de los 70s/principios de los 80s." Jon Pareles del, New York Times,' describió el género de este modo: "Son solistas o bandas minoritarias, a menudo con un ordenador portátil en su epicentro, y explotan los recuerdos del electropop de los años 1980, con rebote, estribillos de música dance (y a veces con voces principales más débiles). Es una era de recesión musical: de bajo presupuesto y rítmica." Sus predecesores musicales son diversos y entre ellos se incluyen al synthpop de los años 1980, el shoegaze, la música ambient, musique concrète y varios tipos de música de fuera de Occidente.
El género es también un primer ejemplo del cambio de la idea de definir el nacimiento de un movimiento musical por su localización geográfica, como tradicionalmente se ha hecho, enfocándose en su lugar en cómo los grupos se vincularon y se definieron varias corrientes a través de Internet. El Wall Street Journal citó a Alan Palomo, de Neon Indian, hablando sobre el género: "Mientras que antes los movimientos musicales eran determinados por una ciudad o lugar donde se congregaban las bandas, ahora simplemente un bloguero o algún periodista encuentra tres o cuatro grupos aleatorios alrededor del país con unos elementos en común, los relaciona y lo denomina un género." A pesar de las similitudes estilísticas señaladas anteriormente, Palomo y otros activistas han cuestionado si el chillwave realmente constituye un género musical.
George McIntire, del San Francisco Bay Guardian, describió el origen del chillwave como la "agonía de la blogosfera" y denominó el término "cutre, una etiqueta estampada para decir granuloso, 'bailongo', lo-fi, música inspirada en los 1980s" y un "perjuicio para cualquier banda asociada con ello."

## Bandas
Los primeros artistas en encajar en el género fueron Toro y Moi, Tycho, Yppah, Neon Indian, y Washed Out.
"All I Wanna Do", de the Beach Boys, de su álbum de 1970 Sunflower, podría ser considerada la primera canción proto-chillwave. The Beach Boys influyeron directamente en Animal Collective, entre otras muchas bandas de este subgénero. Los observadores notaron que Panda Bear, especialmente en su álbum del 2007 Person Pitch, presagió el movimiento (aunque Panda Bear pone énfasis en sonidos loopeados y collages sonoros, en oposición al énfasis del chillwave en sintetizadores vintage programados). Además del trabajo en solitario de Panda Bear, Animal Collective son también destacados como profetas del movimiento. La banda de electrónica escocesa Boards of Canada ha sido también mencionada como una gran influencia.
Entre las bandas asociadas y artistas del género también se incluyen a Keep Shelly In Athens, Ze, Small Black, Ney Angelis, Com Truise, Mansions on the Moon, Eightcubed y Youth Lagoon.